# كورتيس ريد
كورتيس ريد (بالإنجليزية: Curtis Reed)‏ هو شخصية أعمال وسياسي أمريكي، ولد في 24 مارس 1815، وتوفي في 18 مارس 1895. انتخب عضو جمعية ولاية ويسكونسن.